# Il-Qajjenza
Il-Qajjenza est un petit village de Malte située dans le sud de Malte, faisant partie du conseil local (Kunsill Lokali) de Birżebbuġa compris dans la région (Reġjun) Xlokk.